# La Cabaña
Die Fortaleza de San Carlos de la Cabaña oder kurz „La Cabaña“ (spanisch für „Die Hütte“) ist eine zehn Hektar große bastionsartige Festungsanlage in Havanna (Kuba). Sie liegt am Ostufer der engen Einfahrt zur „Bahía de La Habana“ (spanisch für „Bucht von Havanna“) und schließt sich direkt an das „Castillo del Morro“ an. Sie wurde nach den Plänen des spanischen Ingenieurs Silvestre Abarca zwischen 1763 und 1774 errichtet. La Cabaña gilt als das größte spanische Fort in Amerika.

## Geschichte

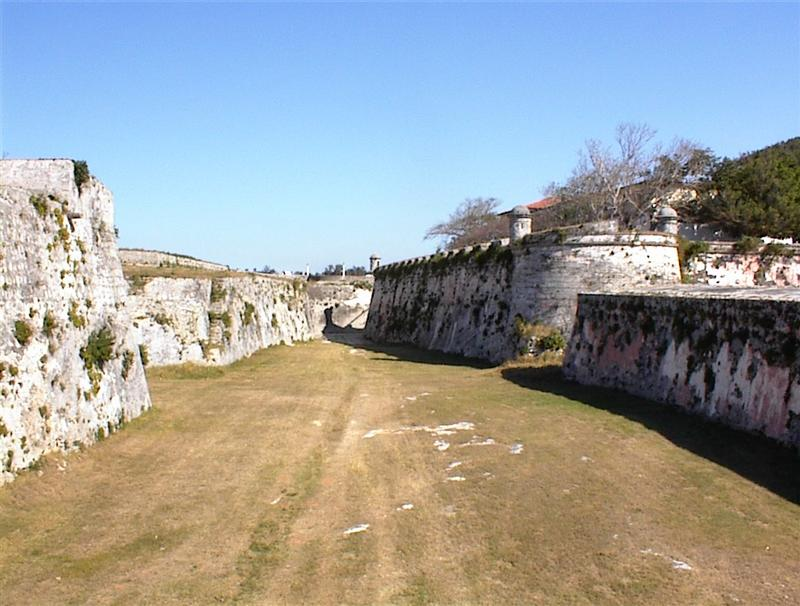
Befestigungsanlagen des Forts

Im Jahr 1762 eroberte Großbritannien die spanische Kolonie Havanna und konnte sie ganze elf Monate besetzt halten. Im Pariser Frieden tauschte Großbritannien Havanna schließlich gegen Florida ein. Nach der Rückerlangung ordnete der spanische König Carlos III. den Bau einer gewaltigen Verteidigungsanlage an. Mit 4.000 mexikanischen Sklaven, die von der Halbinsel Yucatán verschleppt worden waren, konnte der Bau schon am 4. November 1763 beginnen. Als der König Carlos III. erfuhr, dass sich die Kosten der Festungsanlage auf die damals unvorstellbare Summe von 14 Millionen Pesos belaufen werde, soll er nach einem Fernglas gefragt haben, denn: „Ein so teurer Bau sollte doch von Madrid aus zu sehen sein.“ Elf Jahre dauerte die Errichtung, bevor das Fort 1774 fertiggestellt werden konnte.
Mit ihren zahlreichen Schutzwällen, Terrassen, Gräben, Zugbrücken, Soldatenunterkünften, Zisternen, Lagerräumen und Unmengen an Kanonen galt die Festung fortan als größte in der Neuen Welt und war nahezu uneinnehmbar. Die aus Felsen bestehende, dicke Schutzmauer zieht sich auf über 700 m Länge um die gesamte Festung.

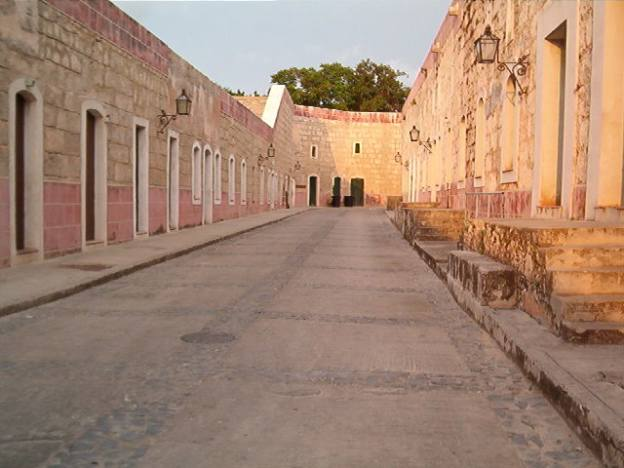
Gasse innerhalb der Festung

1871 wurde der Dichter Juan Clemente Zenea aufgrund seiner separatistischen Ansichten auf der „Teraza de San Augustín“ hingerichtet.
Am 3. Januar 1959 besetzten Guerillatruppen der „Bewegung des 26. Juli“ um Comandante Ernesto Che Guevara La Cabaña und richteten im Gebäude der ehemaligen Residenz des spanischen Militärgouverneurs die „Comandancia del Che“ ein. In der Kommandozentrale hatte Che Guevara nun seinen Amtssitz als oberster Ermittler der Revolution. Die Festung selbst wurde auch als Gefängnis für politische Häftlinge genutzt und war allein 1959/1960 Schauplatz Hunderter Hinrichtungen durch Erschießung.
Heute dient die Festung neben der touristischen Nutzung als Stützpunkt der Fuerzas Armadas Revolucionarias oder kurz „FAR“  (spanisch für „Revolutionäre Streitkräfte Kubas“).

## Sehenswürdigkeiten

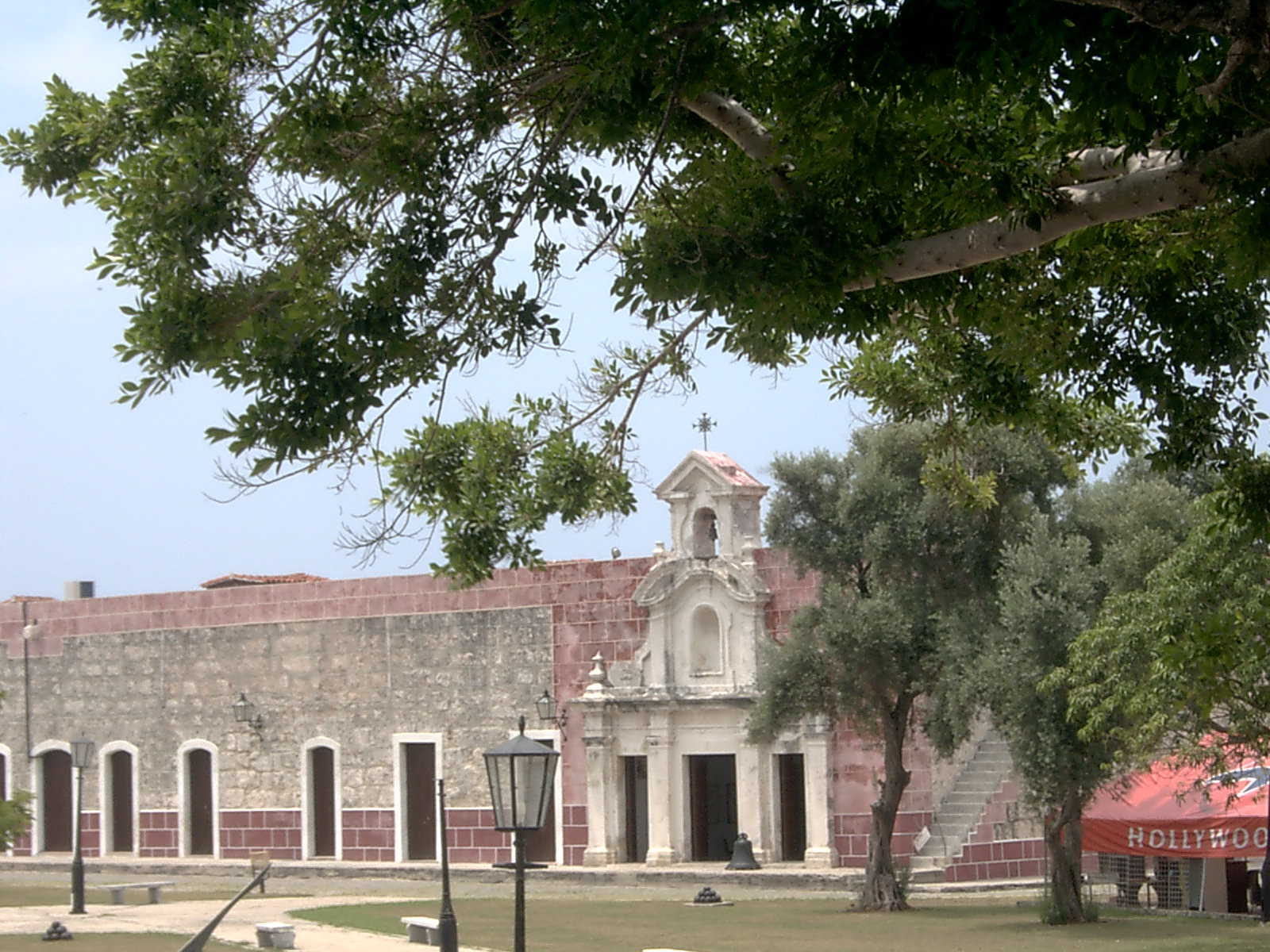
Festungskirche

Hinter dem Haupteingang der Festung liegt die „Bastei Baluardo di San Ambrosio“ und die „Teraza de San Augustín“. Hier werden sowjetische Atomraketen aus der Zeit der Kubakrise gezeigt. 
Das „Museo Monográfico“ erläutert die Festungsgeschichte anhand von historischen Fotos und alten Schriften. Waffen, Munition und andere militärhistorische Gegenstände können im „Museo de Armas y Fortificaciones“ besichtigt werden. Am Paradeplatz von La Cabaña steht die festungseigene Kirche.
Die „Comandancia del Che“ ist heute als Museum zugänglich und zeigt persönliche Gegenstände von Ernesto Che Guevara. Seine Waffen, seine Brille und seine Kamera sind zu sehen. Auch sein original erhaltenes Büro kann besichtigt werden.
In den Gassen der Festung verkaufen Händler typische kubanische Andenken.
Der Eintritt zur Festung ist kostenpflichtig. Karten können am Eingang erworben werden. Touristen zahlen in Peso convertible. Kubanische Staatsbürger dürfen in Peso Cubano ein stark ermäßigtes Entgelt entrichten.

## Kanonenschusszeremonie

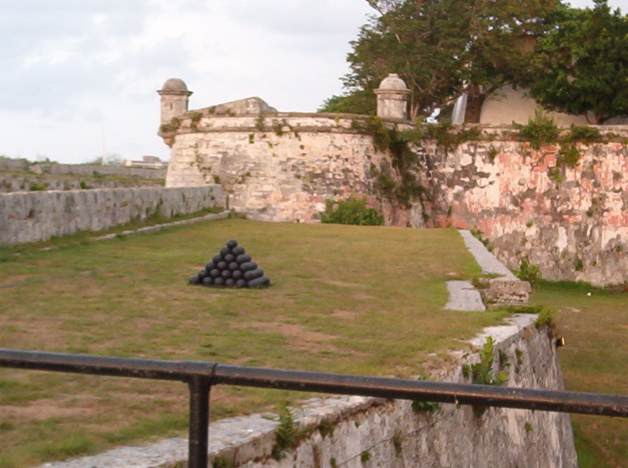
Befestigungswälle

Jeden Abend findet auf La Cabaña „El cañonazo de las nueve“ statt, die Kanonenschusszeremonie. Dabei feuern Soldaten der Revolutionären Streitkräfte Kubas einen Kanonenschuss ab. Die Soldaten tragen dabei Uniformen aus der zweiten Hälfte des 18. Jahrhunderts. Seit der Kolonialzeit wird diese Tradition gepflegt und wurde nur im Zweiten Weltkrieg unterbrochen.
Der Schuss, der Ende des 17. Jahrhunderts zunächst noch von einem Schiff abgegeben wurde, sollte die Einwohner Havannas darüber informieren, dass die Stadttore geschlossen oder geöffnet werden und die Kette zur Hafeneinfahrt gespannt oder heruntergelassen wird. Morgens 4.30 Uhr ertönte der Öffnungsschuss, abends 20 Uhr der Schuss zum Schließen.
Mit der Fertigstellung des Forts im Jahr 1774 übernahm La Cabaña den täglichen Kanonenschuss.
Selbst als der damalige Obergouverneur Kubas, Domingo Dulce Garay, in der Mitte des 19. Jahrhunderts die Stadtmauern in der Altstadt von Havanna abreißen ließ, wurde diese Tradition nicht abgeschafft.
Seit der ersten US-Intervention auf Kuba (1898–1902) wird nur noch ein Kanonenschuss um 21 Uhr abgefeuert.
Im Zweiten Weltkrieg war Kuba Alliierter der USA. In der Folge setzte die Regierung die Zeremonie aus und ließ den Chef der kubanischen Armee die Maßnahme mit den Worten begründen: „Es muss Schießpulver gespart werden, meine Damen und Herren. Wir leben in Kriegszeiten.“ Wahrscheinlicher als die knappen Schwarzpulverreserven für den täglichen Kanonenschuss ist der Inhalt einer Pressenotiz, wonach deutsche Unterseeboote in den Gewässern vor Kuba durch den Kanonenschuss die Lage der Hauptstadt hätten genauer bestimmen können. Allen Protesten der Einwohner Havannas zum Trotz wurde die Tradition erst nach dem Ende des Krieges wieder eingeführt.
Nach den Restaurierungsarbeiten in den 1980er Jahren wurde der Kanonenschuss 1986 in die heute praktizierte Zeremonieform überführt. Unter den strengen Befehlen eines Offiziers, wie sie in der damaligen Zeit in der spanischen Infanterie üblich waren, führen mehrere Kanoniere, ein Laternenanzünder, ein Fahnenträger sowie ein Handtrommelschläger die Zeremonie aus. Sie mündet um 21 Uhr im Kanonenschuss.
Heute erleuchtet mit dem Kanonenschuss die Kuppel des Capitols und gilt in der Hauptstadt als Startschuss für das kubanische Nachtleben.
Die Kanonenschusszeremonie beginnt 20.45 Uhr und ist im Eintrittspreis der Festung enthalten.